# ناحیه مرکزی مصیاف
ناحیه مرکزی مصیاف (به عربی: ناحیة مرکز مصیاف) یک ناحیه در سوریه است که در منطقه مصیاف واقع شده‌است. ناحیه مرکزی مصیاف ۶۸٬۱۸۴ نفر جمعیت دارد.